# Vagabundi na Cestách
Vagabundi na cestách (vlastními jmény Roman Vojvodík a Lubomír Svoboda) jsou čeští youtubeři, cestovatelé a influenceři. Dvojice se vzájemně zná už od dětství. V roce 2016 absolvovali pěší cestu z Frenštátu pod Radhoštěm na africkou Saharu. Chodí pěšky také v Česku, tj. podnikli přechod z nejvýchodnějšího bodu republiky na nejzápadnější (a naopak). V červenci roku 2022 započali svojí peší cestu přes půl planety, která zahrnuje dojít pěšky z Bali v Indonésii zpět do Česka. Na tuto cestu si Roman Vojdík vydělával prací na Islandu a Lubomír Svoboda pracoval v Anglii.